# جون سكوت (لاعب كريكت)
جون سكوت (14 مارس 1888 - 21 مارس 1946 بساوثهامبتون في المملكة المتحدة)  (بالإنجليزية: John Scott)‏ هو لاعب كريكت بريطاني (وحمل سابقاً جنسية المملكة المتحدة لبريطانيا العظمى وأيرلندا). لعب مع نادي مقاطعة ساسكس للكركيت ‏.